# خانه حاج محمد اسدی
خانه حاج محمد اسدی مربوط به دوره قاجار است و در کشکوئیه، انتهای بافت قدیم شهر واقع شده و این اثر در تاریخ ۱۲ تیر ۱۳۸۴ با شمارهٔ ثبت ۱۲۰۱۴ به‌عنوان یکی از آثار ملی ایران به ثبت رسیده است.